# Silvio Pozzoli
Silvio Pozzoli, noto anche con lo pseudonimo di Silver Pozzoli (Cinisello Balsamo, 19 luglio 1953), è un cantante e corista italiano.

## Carriera
Tra i suoi lavori vanno ricordati i brani incisi con il nome di Silver Pozzoli e divenuti classici del genere dance, e cioè Around my Dream e Step by Step (1985), quest'ultima ripresa qualche tempo dopo dalla cantante Taffy (Midnight Radio, Walk into the Daylight), scoperta da Claudio Cecchetto ai tempi di DeeJay Television.
Tra i successi ai quali ha prestato la sua voce ricordiamo Do It Again/Billie Jean (distribuito in tutto il mondo e ai vertici delle classifiche britanniche) e Deep In My Heart per Club House, Mad Desire prima versione (brano attribuito a Den Harrow), successivamente ristampato in una versione (inclusa nel primo album di Den Harrow) cantata da Tom Hooker.
Con Moreno Ferrara ha cantato Gira la ruota, che dal 1995 al 2003 è stata usata come sigla del quiz La ruota della fortuna, condotto da Mike Bongiorno.
Sempre con Mike Bongiorno, nel 1999 diventa il preparatore vocale degli aspiranti imitatori nella trasmissione "Momenti di Gloria" andata in onda su Canale 5.
Nel 2006 ha partecipato alla trasmissione televisiva Sei un mito in qualità di preparatore degli aspiranti cantanti. Ha cantato la sigla degli anime Hunter × Hunter, Gaiking - Legend of Daiku-Maryu, La principessa Zaffiro (in coppia con Marco Ferradini) e Astrorobot contatto Ypsylon. Ha inoltre cantato nel classico Disney Mulan. Nel 2009, ancora come corista, ha partecipato al brano Tuffati di più, eseguendo solo la seconda e terza strofa.
Nel novembre 2010 ha cantato il testo Malachia dal cd di Angel's Friends, che come tutte le canzoni del cd, prende il nome dal padre di Raf.
Dal 2012 al 2017 è stato vocal coach nella trasmissione Tale e quale show di Rai 1.
In qualità di corista ha lavorato con tutti i maggiori cantanti e musicisti italiani (come Loredana Bertè, Vasco Rossi, Renato Zero, Eros Ramazzotti, Cristina D'Avena, Enzo Jannacci, Fiorella Mannoia, Riccardo Cocciante, Aida Cooper, Lighea, Irene Fargo, Fiordaliso, Francesca Alotta, Ivana Spagna, Gianni Togni, Anna Oxa, Enrico Ruggeri, Pierangelo Bertoli, Franco Fasano, Massimo Di Cataldo, Fabio Concato, Giorgio Gaber, Roberto Vecchioni, Adriano Celentano, Gianni Morandi, Mina, Bruno Lauzi, Pupo, Fabri Fibra, Claudio Baglioni, Gianluca Grignani, Anna Tatangelo, Franco Fanigliulo, J-Ax, Toto Cutugno, Ivan Graziani, Stadio, Al Bano e Romina Power, Edoardo Bennato, Ricchi e Poveri, Giorgia, Laura Pausini, Elio e le Storie Tese) e partecipato a manifestazioni canore quali il Festival di Sanremo e altre trasmissioni televisive a carattere musicale.

## Discografia

### Album in studio
- 1987 – Around My Dream
- 2009 - Around your dream

### Singoli
- 1984 – Mad Desire (attribuita a Den Harrow)
- 1985 – Around My Dream
- 1985 – Step By Step
- 1986 – Around My Dream
- 1986 – From You To Me
- 1987 – Pretty Baby
- 1987 – Chica Boom
- 1987 – Cross My Heart
- 1987 – Take My Heart
- 1988 – Let Me Be Your Love
- 1988 – Love Is The Best
- 1992 – With Or Without You
- 1992 – Sing Sing Sing Along
- 1993 – Around My Dream '93
- 1994 – Don't Forget Me

### Partecipazioni
- 1979 – Capitan Harlock/I corsari delle stelle
- 1980 – Astro Robot contatto ypsylon/Quattro supereroi
- 1980 – La ballata di Tex Willer/Tex's Stomp Music
- 1980 – Billy il bugiardo/Billy il bugiardo (strumentale)
- 1980 – Huck e Jim/Il più forte
- 1980 – La principessa Sapphire/La principessa Sapphire (strumentale)
- 1980 – Tekkaman/Il cavaliere dello spazio
- 1981 – Il ballo del qua qua
- 1984 – Mademoiselle Anne
- 1995 – Gira la ruota
- 1997 – Sampei, il nostro amico pescatore
- 1999 – Farò di te un uomo
- 2006 – Hunter × Hunter
- 2006 – King Kong
- 2008 – Magmion
- 2008 – Orrore
- 2009 – Gaiking – Legend of Daiku–Maryu
- 2009 – Tuffati di più
- 2010 – Angel's Friends, Malachia
- 2012 – Palle di Natale
- 2013 – Pronti, partenza, via!
- 2021 – Waiting for you (Aspettiamo te) - feat. Lord, Begüm Günceler